# Estádio Dr. Machado de Matos
O Estádio Dr. Machado de Matos é o estádio de futebol onde habitualmente joga o FC Felgueiras 1932 e o Futebol Clube de Felgueiras. O estádio está situado na freguesia de Margaride, concelho do Felgueiras.
O Estádio que foi inaugurado no ano de 1930 tem uma capacidade de 7 540 lugares.
O estádio recebe alguns jogos das seleções nacionais de escalões inferiores.